# Barbara Jefford
Mary Barbara Jefford, Orden del Imperio Británico (Devon, 26 de julio de 1930-12 de septiembre de 2020) fue una actriz británica reconocida especialmente por su participación con las compañías teatrales Royal Shakespeare, The Old Vic y The National Theatre y por su papel como Molly Bloom en la película de 1967 Ulysses.

## Carrera
En 1950 Jefford obtuvo su primer papel teatral importante en Measure for Measure de Peter Brook. A partir de entonces empezó a aparecer de manera regular en producciones para las compañías Royal Shakespeare, The Old Vic y The National Theatre. A finales de la década de 1950 interpretó el papel de Ofelia en una producción televisiva de Hamlet.
En 1963 aportó la voz de Tatiana Romanova, personaje interpretado por Daniela Bianchi en la película From Russia With Love de la saga del agente secreto James Bond. Dos años más tarde se encargó de doblar a la actriz Molly Peters en Thunderball y en 1977 a Caroline Munro en The Spy Who Loved Me. Su actuación en la película Ulysses de 1967 le valió una nominación a los Premios de la Academia Británica. Realizó otras apariciones en películas como Hitler: Los últimos diez días (1973), Y la nave va (1983), When the Whales Came (1989) y The Ninth Gate (1999), dirigida en esta última por Roman Polański.
En 1965, Jefford fue distinguida con la Orden del Imperio Británico por su servicio al teatro, convirtiéndose en la civil más joven en recibir el premio hasta esa fecha.
Falleció el 12 de septiembre de 2020.